# Ōra
Ōra (邑楽町, Ōra-machi) est un bourg du district d'Ōra, dans la préfecture de Gunma, au Japon.

## Géographie

### Démographie
Au 1er février 2014, la population d'Ōra s'élevait à 26 556 habitants répartis sur une superficie de 31,12 km2.